# Uitwijk
Uitwijk est un village situé dans la commune néerlandaise d'Altena, dans la province du Brabant-Septentrional.
Uitwijk est situé sur l'Alm.